# 哆囉嘓東下堡
哆囉嘓東下堡，是台灣南部自清治時期至日治初期的一個行政區劃，其範圍包括今台南市的白河區東南部及東山區中部。
哆囉嘓東下堡北邊為哆囉嘓西堡、下茄苳南堡，東邊為嘉義東堡，南邊為哆囉嘓東頂堡，西南邊為果毅後堡。

## 管轄街庄
哆囉嘓東下堡共轄6個庄：
- 今白河區境內：六重溪庄、關仔嶺庄、白水溪庄
- 今東山區境內：大客庄、番仔嶺庄、二重溪庄